# Macdunnoa brunnea
Macdunnoa brunnea is een haft uit de familie Heptageniidae. De wetenschappelijke naam van de soort is voor het eerst geldig gepubliceerd in 1982 door Flowers.
De soort komt voor in het Nearctisch gebied.